# جورج بيدو

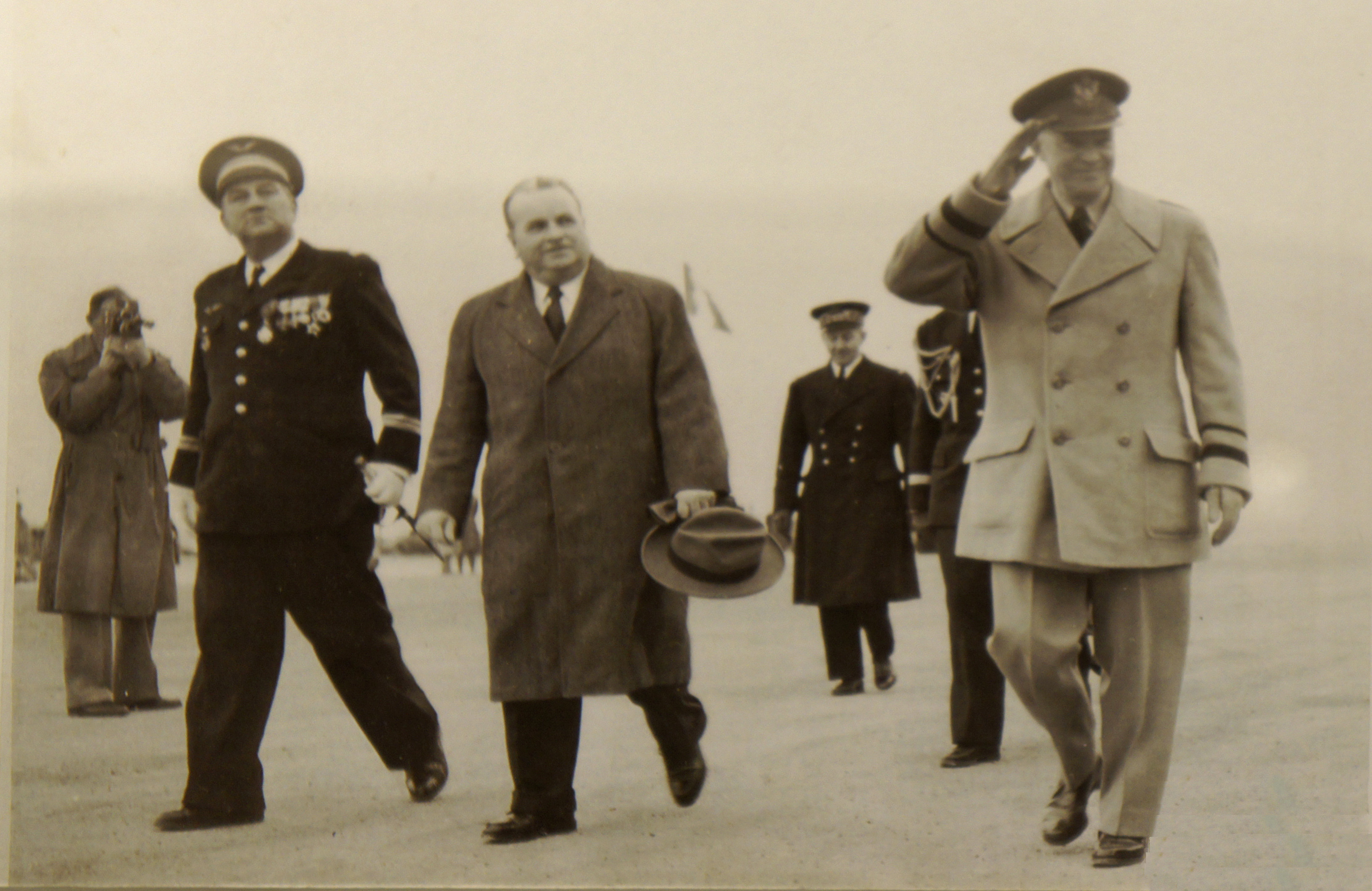

جورج أوغستين بيدو (5 أكتوبر 1899 - 27 يناير 1983) سياسي فرنسي.كان ناشطًا في المقاومة الفرنسية خلال الحرب العالمية الثانية. بعد الحرب شغل منصب وزير الخارجية ورئيس الوزراء في عدة مناسبات. التحق بمنظمة الجيش السري لكنه نفى دائما تورطه.
ولد بيدو في مولين. درس في جامعة السوربون وأصبح مدرسًا للتاريخ بالكلية. في عام 1932 ساعد في تأسيس الرابطة الكاثوليكية للشباب الفرنسي والصحيفة اليسارية المناهضة للفاشية l'Aube وكان يكتب عمودا فيها. احتج على اتفاقية ميونيخ في عام 1938.
شغل منصب رئيس الحكومة الفرنسية المؤقتة ثلاث مرات أولها من 24 حزيران 1946 إلى 16 كانون الأول 1946، والمرة الثانية من (28 أكتوبر 1949 - 7 فبراير 1950) والثالثة من (7 فبراير - 2 يوليو 1950).

## روابط خارجية
- جورج بيدو على موقع IMDb (الإنجليزية)
- جورج بيدو على موقع الموسوعة البريطانية (الإنجليزية)
- جورج بيدو على موقع مونزينجر (الألمانية)
- جورج بيدو على موقع ألو سيني (الفرنسية)
- جورج بيدو على موقع أول موفي (الإنجليزية)
- جورج بيدو على موقع إن إن دي بي (الإنجليزية)
- جورج بيدو على موقع قاعدة بيانات الفيلم (الإنجليزية)
- جورج بيدو على موقع كينوبويسك (الروسية)